# Coelichneumon sinister
Coelichneumon sinister är en stekelart som först beskrevs av Wesmael 1848.  Coelichneumon sinister ingår i släktet Coelichneumon och familjen brokparasitsteklar. Arten är reproducerande i Sverige. Inga underarter finns listade i Catalogue of Life.